# Rabarnia
Rabarnia – osada w Polsce położona w województwie pomorskim, w powiecie wejherowskim, w gminie Szemud.
W latach 1975–1998 miejscowość administracyjnie należała do województwa gdańskiego.